# イスラエル国防軍歴史博物館
イスラエル国防軍歴史博物館は、イスラエルのテルアビブの南、ヤッファ地区にある軍事博物館。英語表記ではIsrael Defense Forces History Museumである。現地イスラエルでは、"בתי האוסף" という名称で知られ、これをアルファベット表記した、Batey ha-Osef、Bet Ha'Aossefなどの表記も見られる。Batey ha-Osef は"コレクション・ハウス"というような意味になる。2020年に他の場所に移転されるため、現在閉館中。

## 概要
この博物館では、名前の通り、イギリス委任統治領パレスチナ時代の活動から現代に至るまでのイスラエル国防軍の歴史について扱っており、展示物も、第一次中東戦争に製造され使用されたサンドイッチ装甲車、76.2mmダヴィドカ迫撃砲や即製のロケット砲や火炎放射器、ハガナーの地下製造所で生産されたドロール軽機関銃、その古めかしさから"ナポレオニック"と呼ばれたM1906 65mm山砲などから、その後の中東戦争で使用された数々の戦車や装甲戦闘車両、レバノン内戦で使用されたと見られるテクニカルの類まで多岐にわたる。
また、野砲や榴弾砲なども多い。珍しいものでは野外用の炊事車両（フィールドキッチン）なども展示されている。

## 展示車両の一例
多数の装甲戦闘車両、軍用車両、大砲などが展示されている。
- ドロール軽機関銃、76.2mmダヴィドカ迫撃砲、サンドイッチ装甲車、M1906 65mm山砲
- AMX-13、スーパーシャーマン、ショットカル
- M48パットン、メルカバMk.1

展示車両の詳細は右記 ウィキメディア・コモンズ のリンク先も御参照下さい。

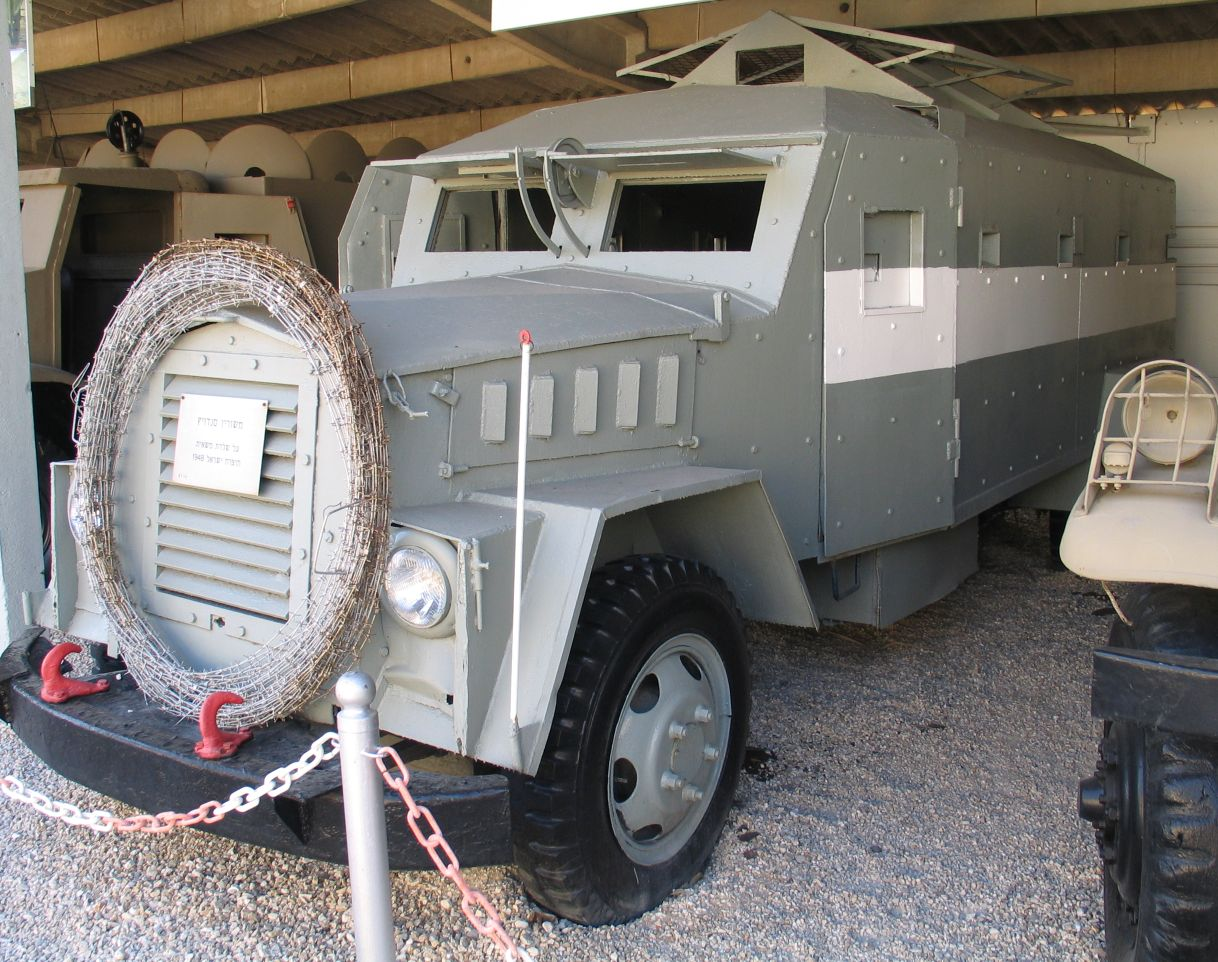
サンドイッチ装甲車の一種。
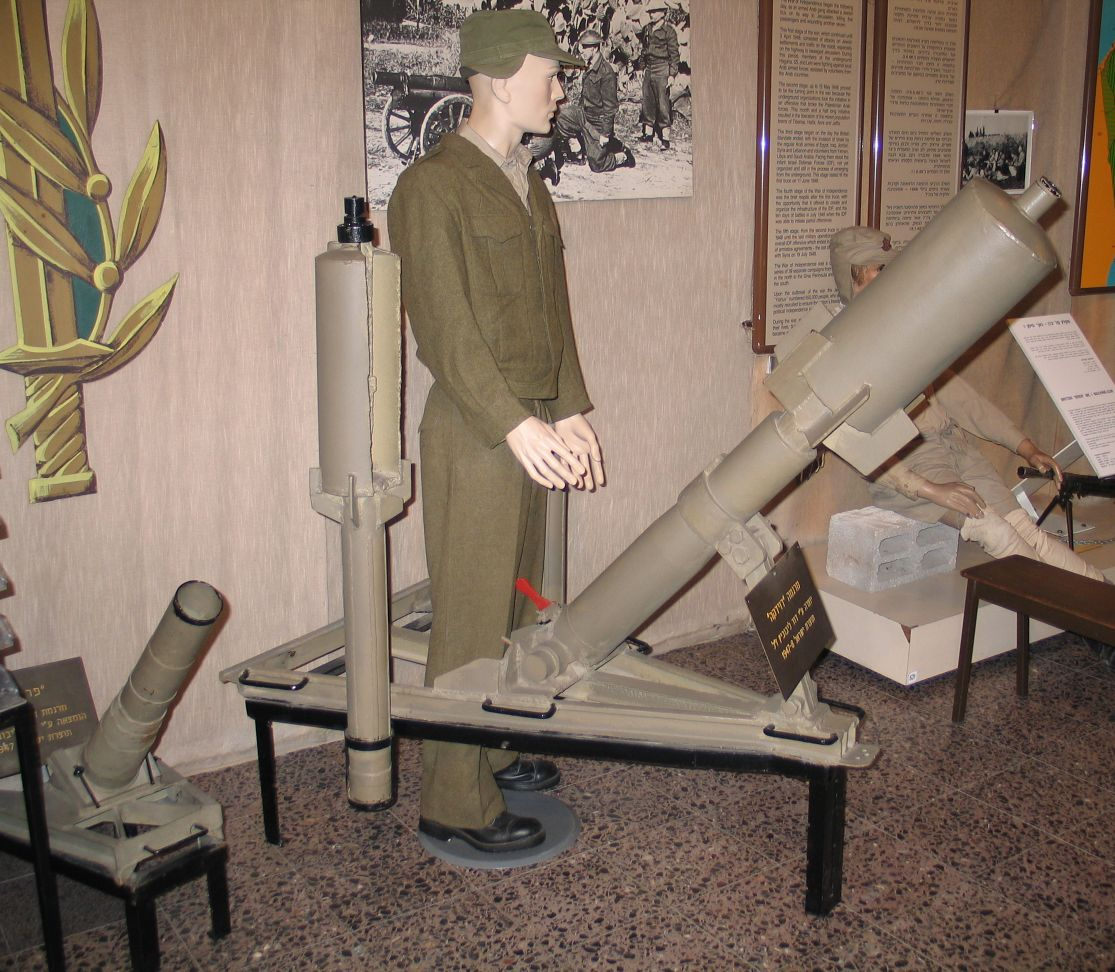
76.2mmダヴィドカ迫撃砲
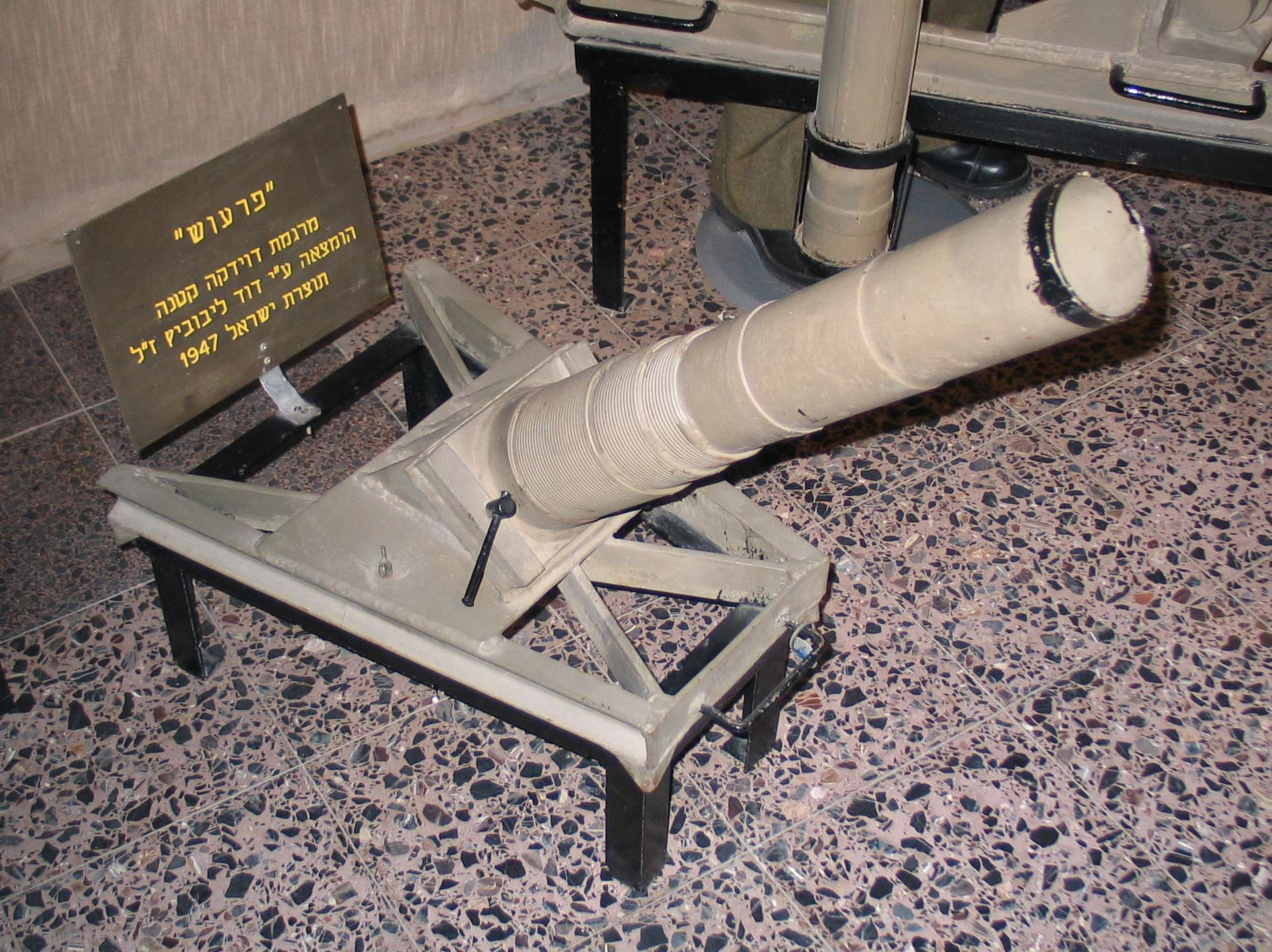
ダヴィドカと同じ、David Leibowitch によって製作された迫撃砲
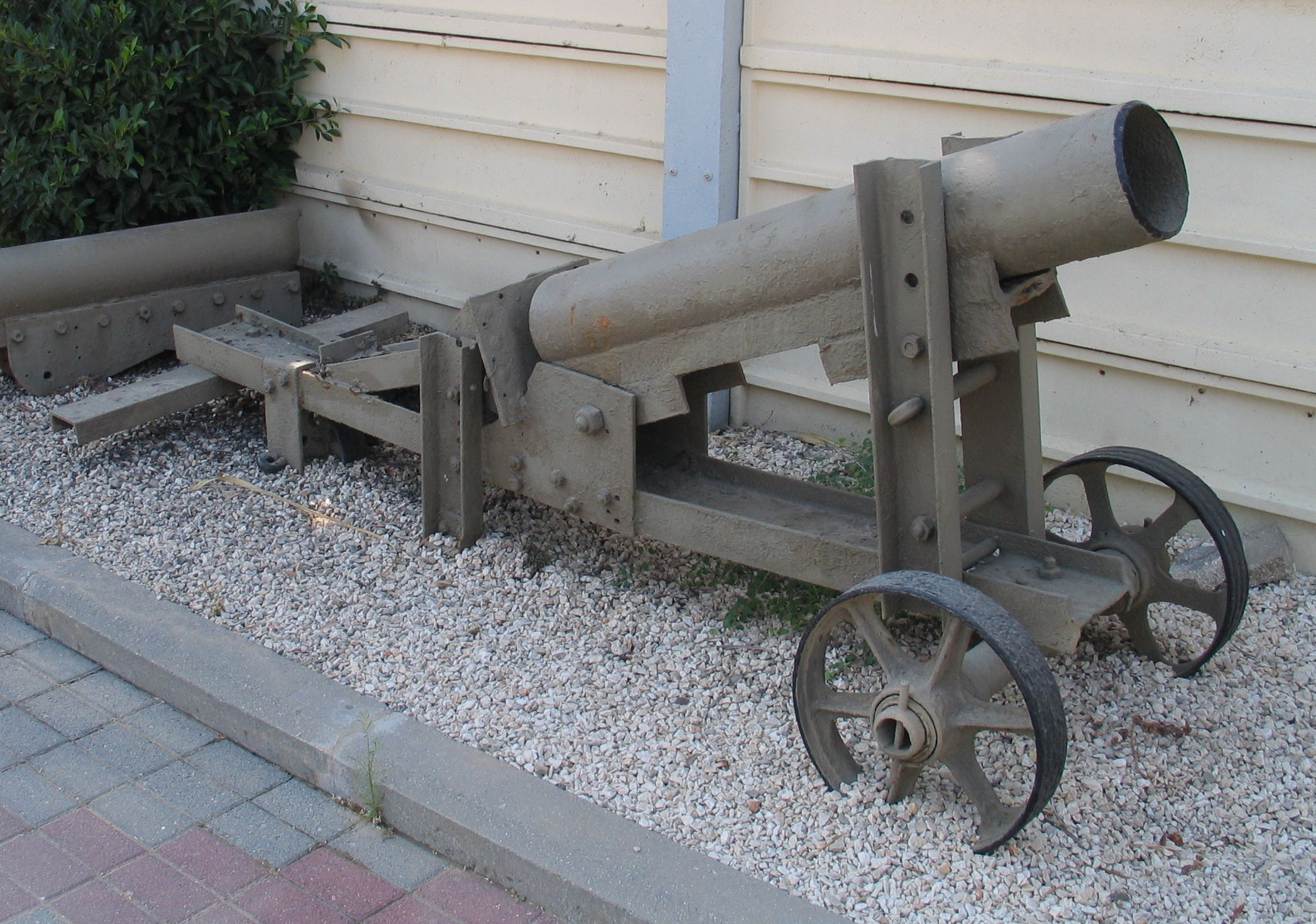
即製の迫撃砲の一種
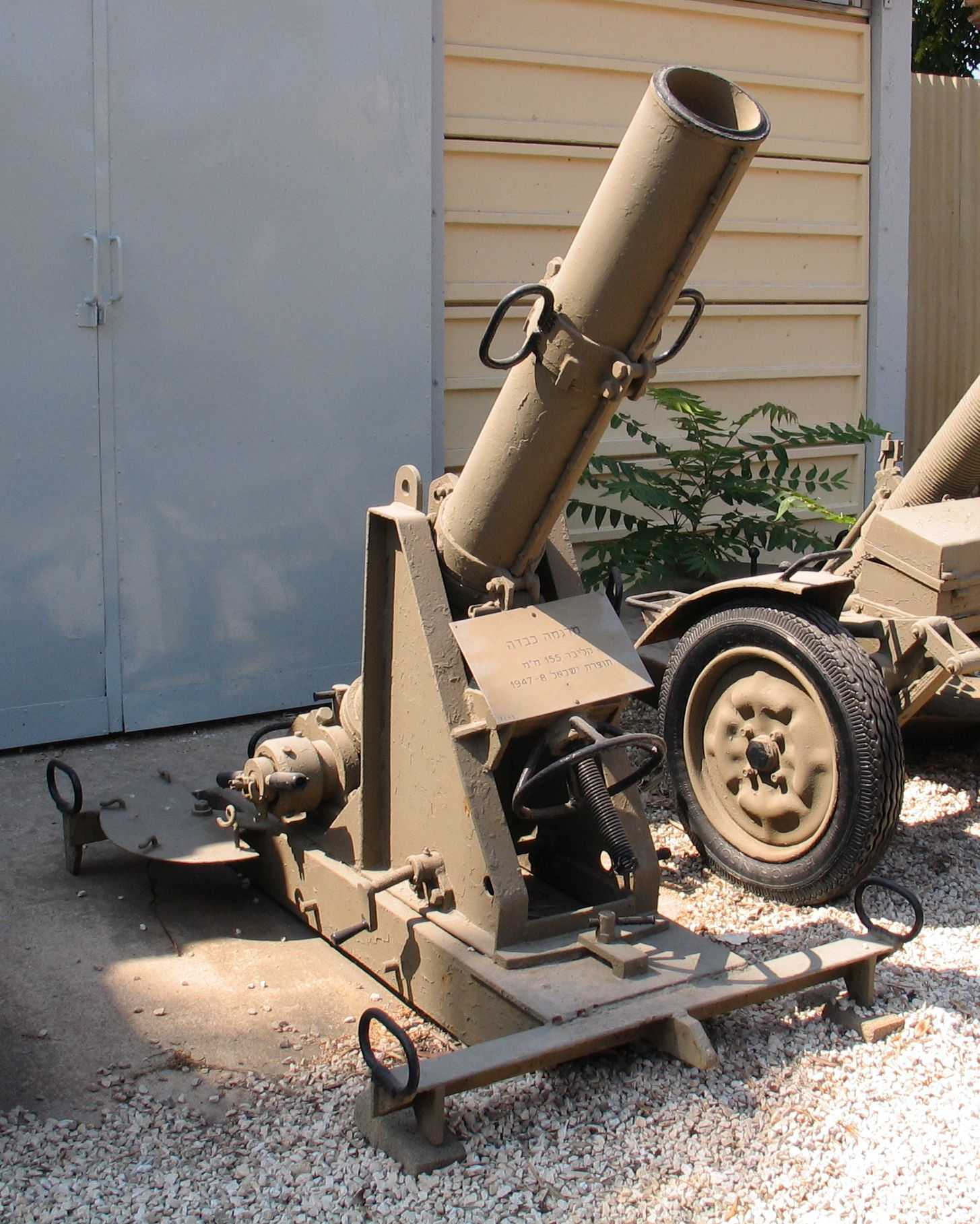
即製の迫撃砲の一種
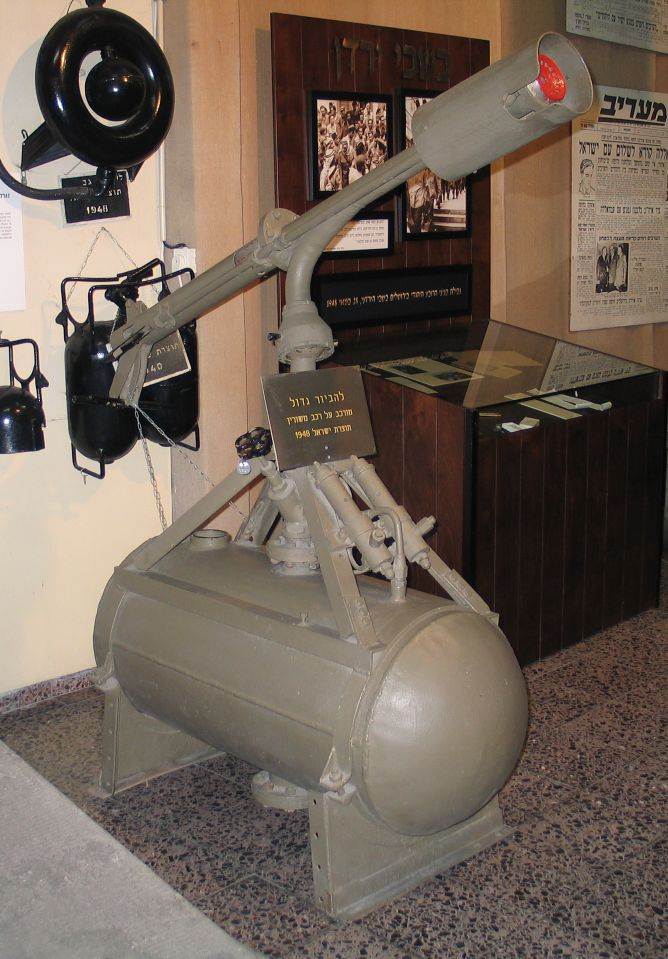
即製の火炎放射器
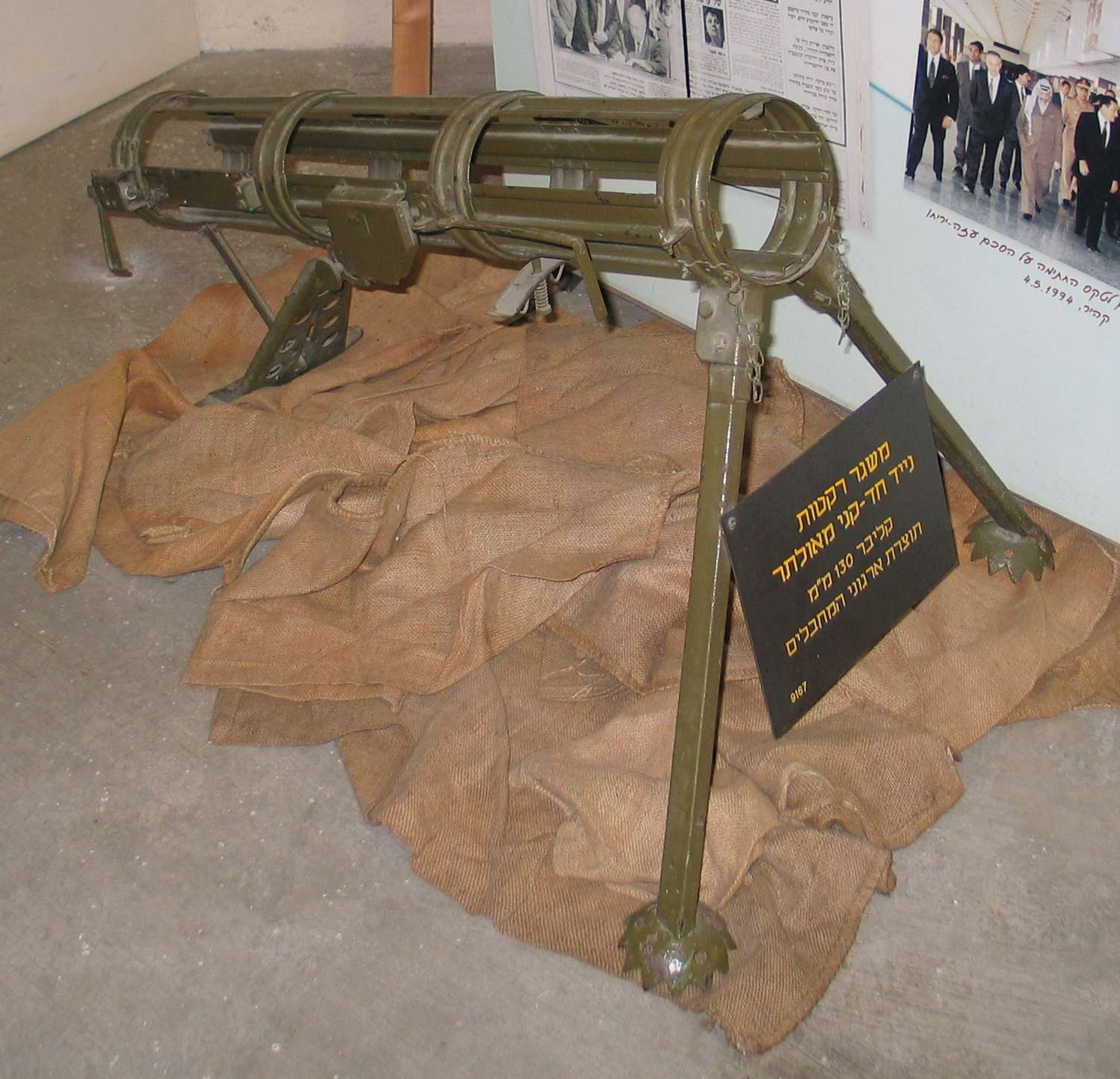
即製のロケットランチャー
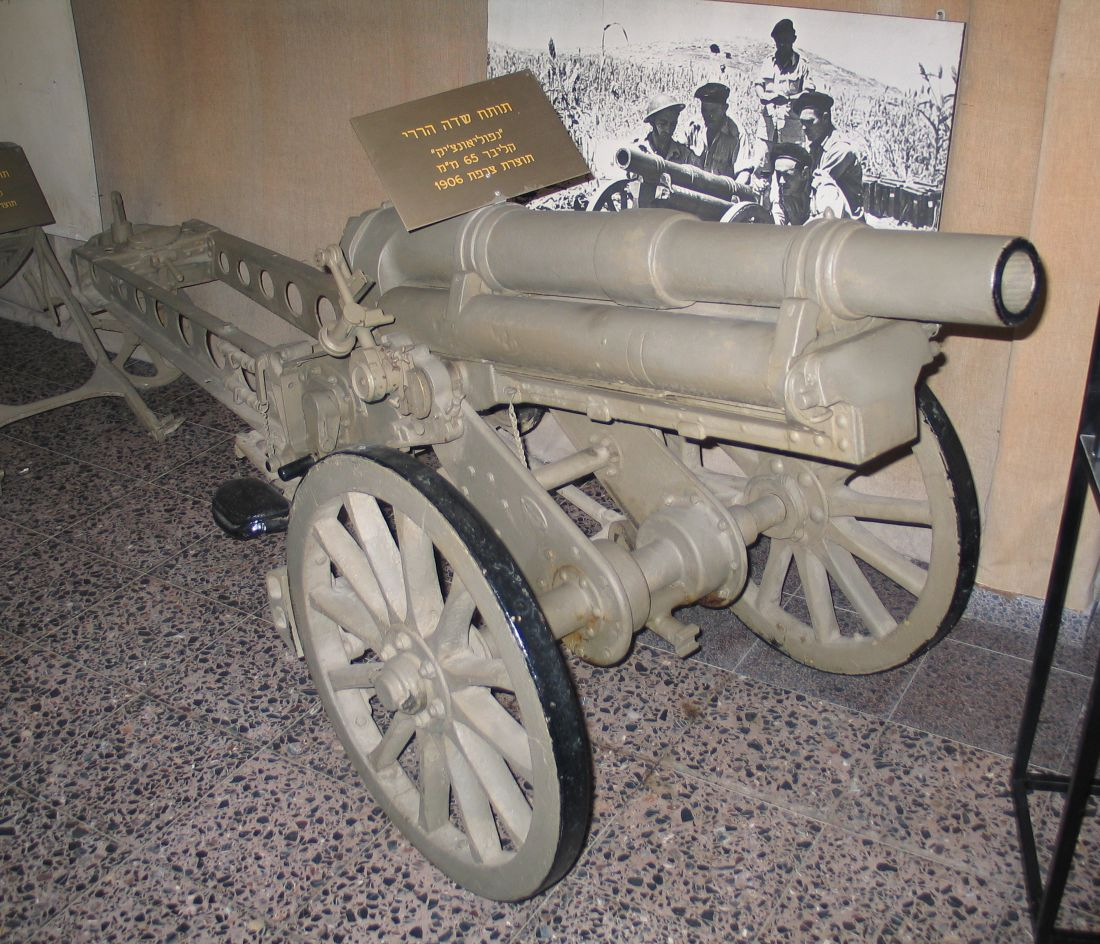
M1906 65mm山砲
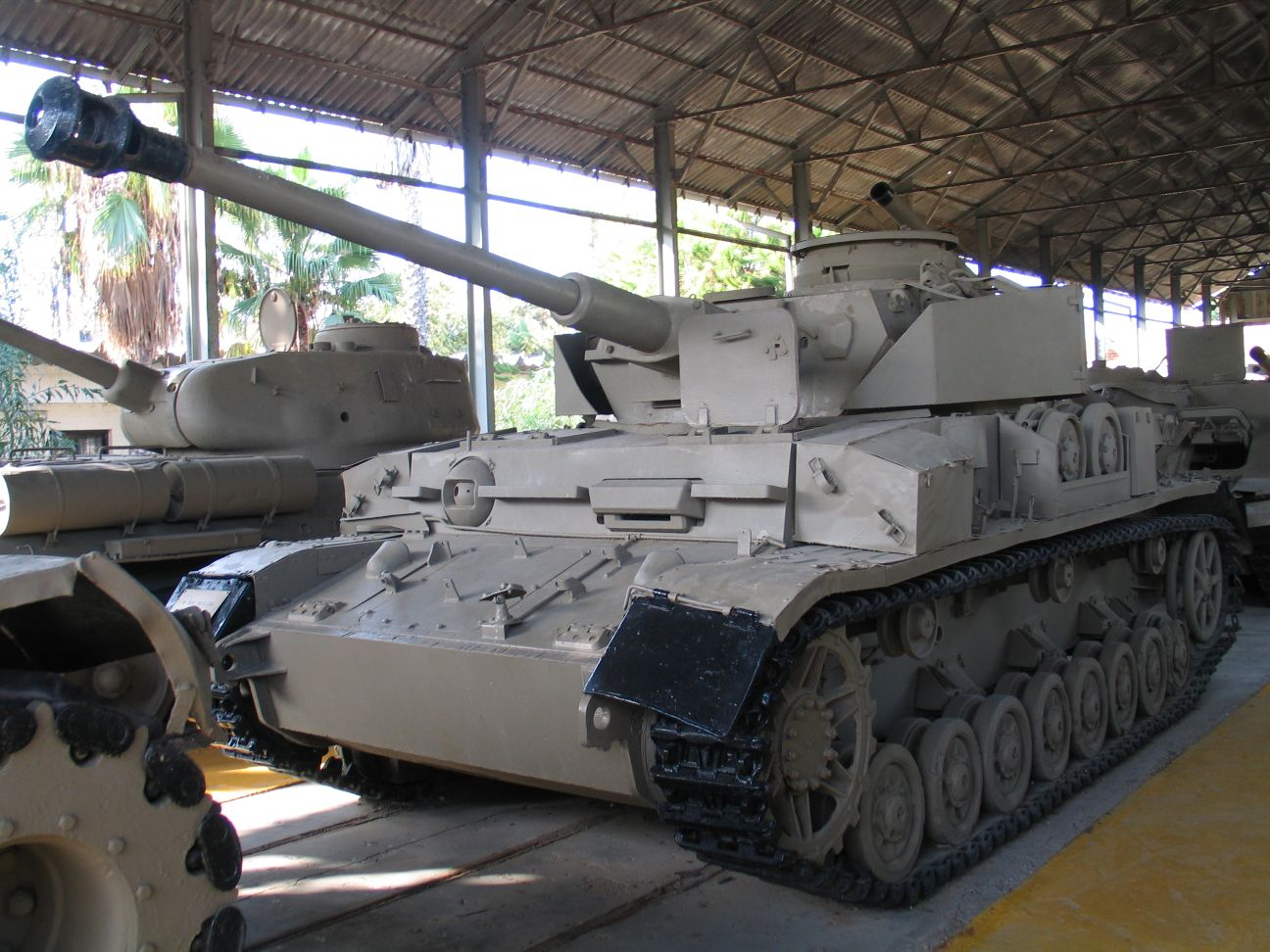
ドイツ製のIV号戦車。シリア軍からの鹵獲品。
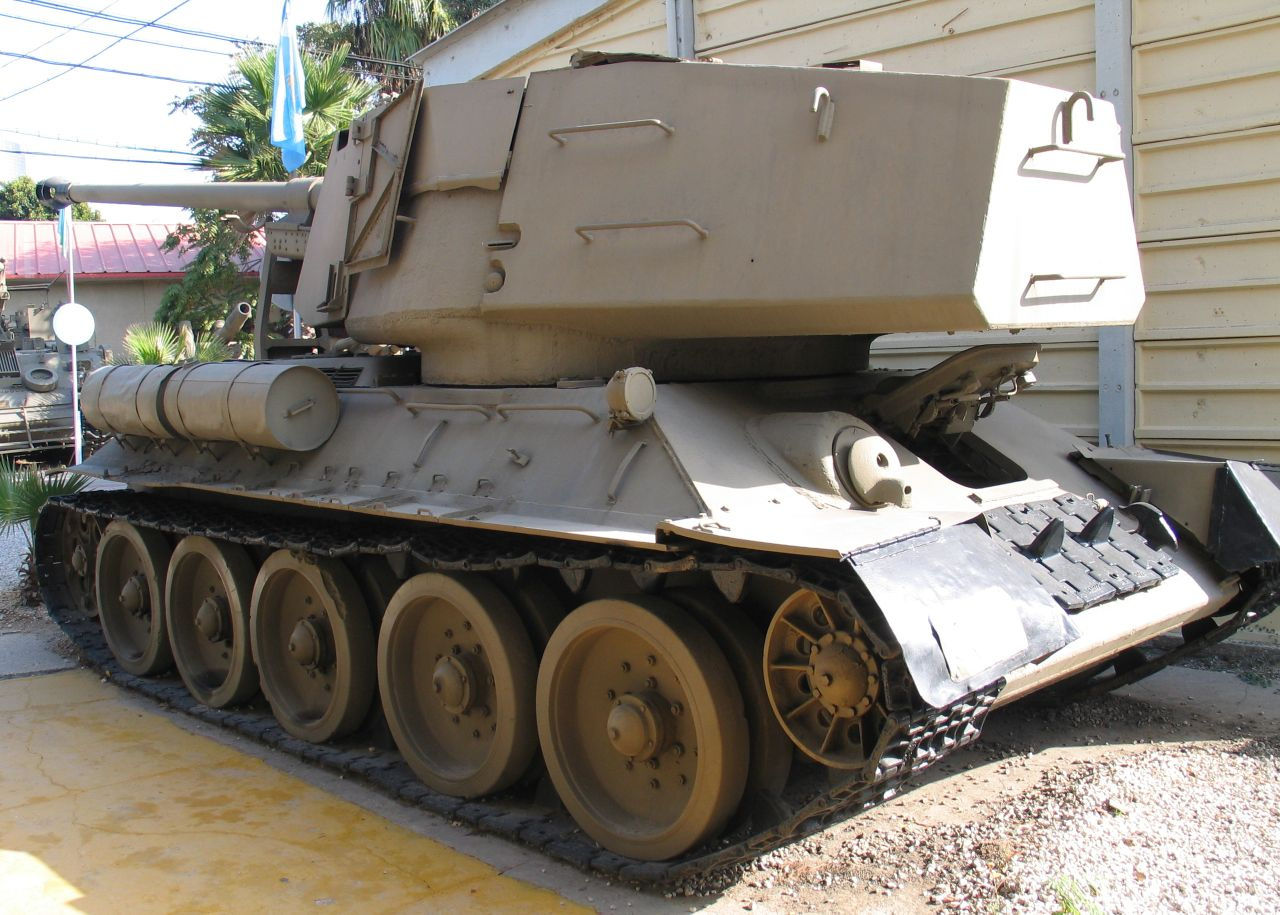
エジプト製のT-34/100
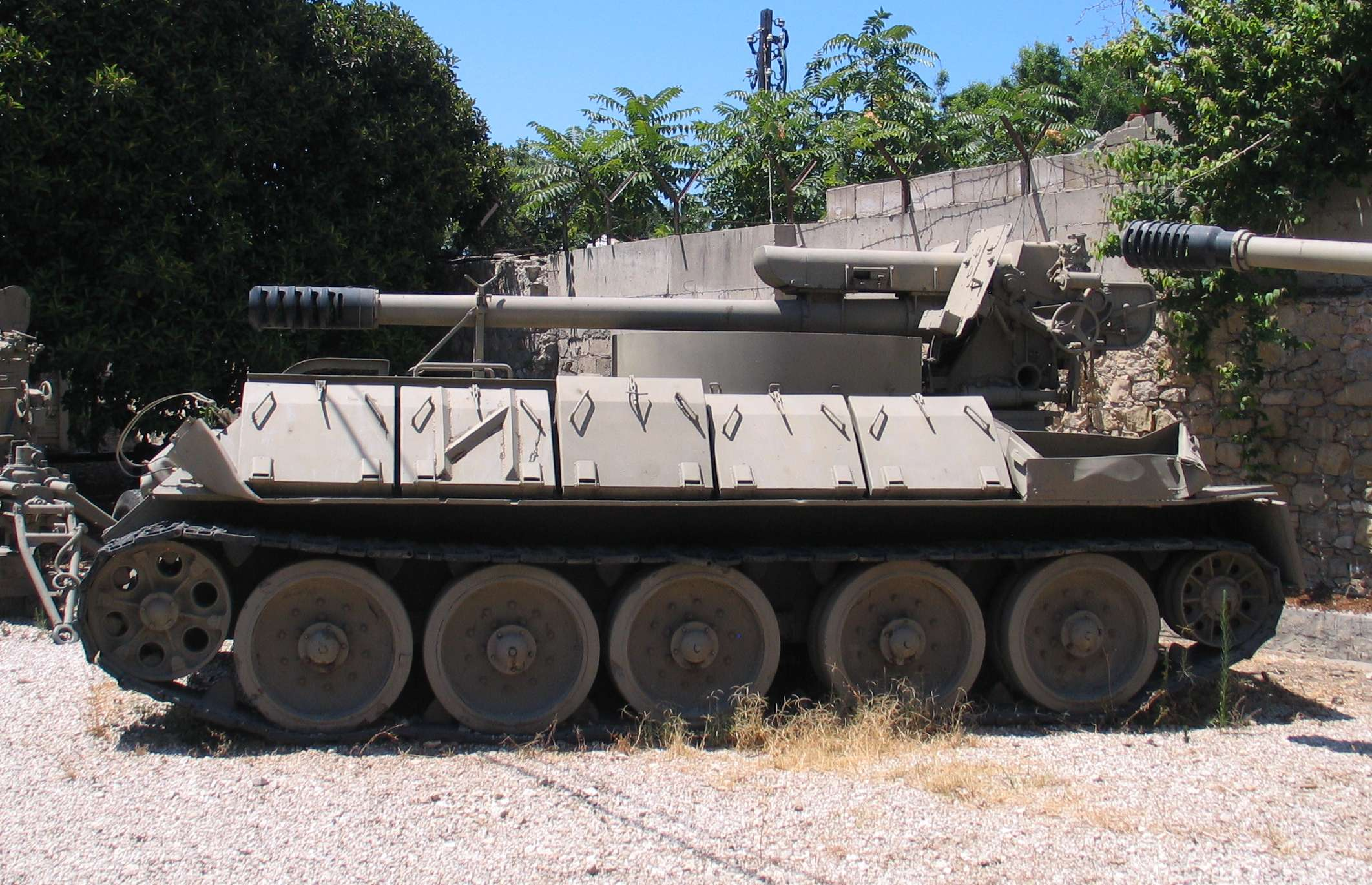
シリア製のT-34/D-30
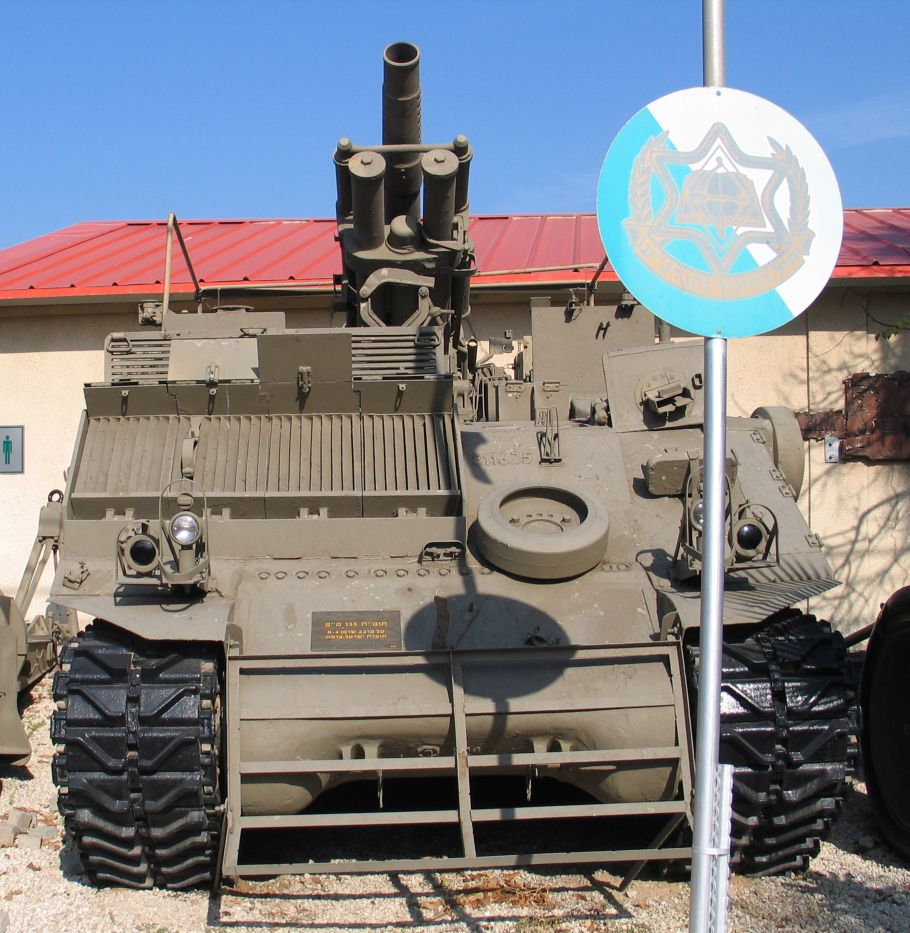
M50 155mm自走榴弾砲 スーパーシャーマンの派生型
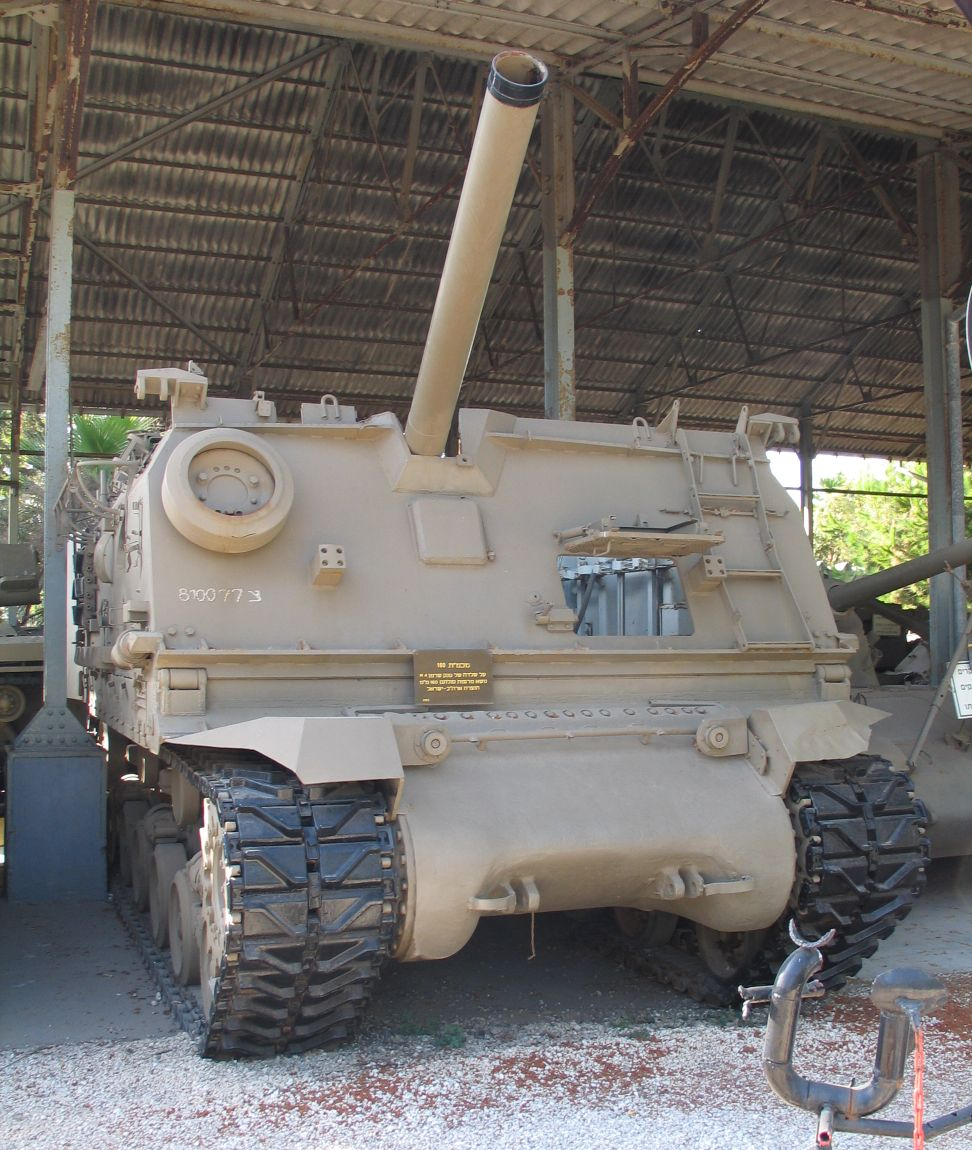
マクマト 160mm自走迫撃砲 スーパーシャーマンの派生型
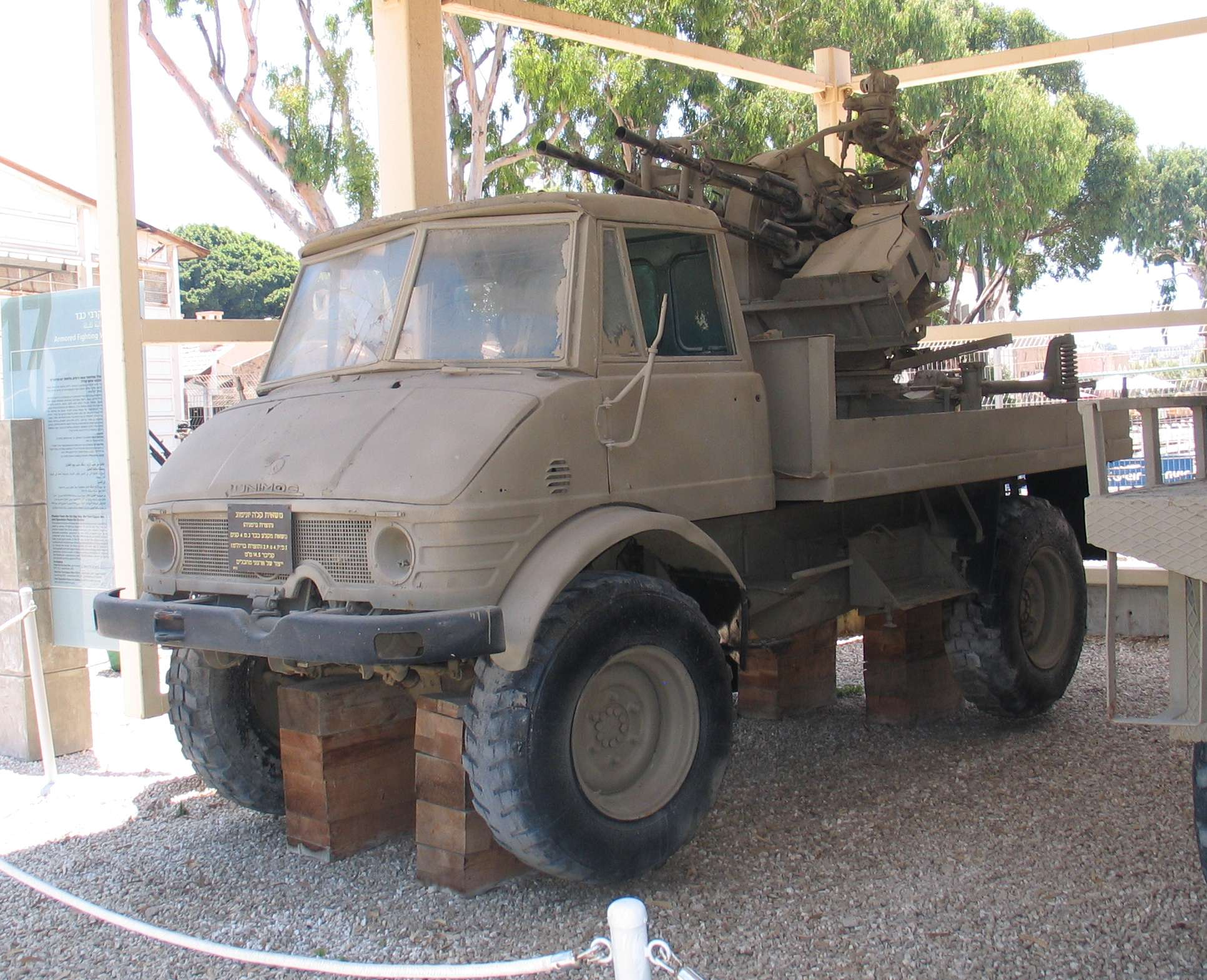
ウニモグにZPU-4を搭載したテクニカル
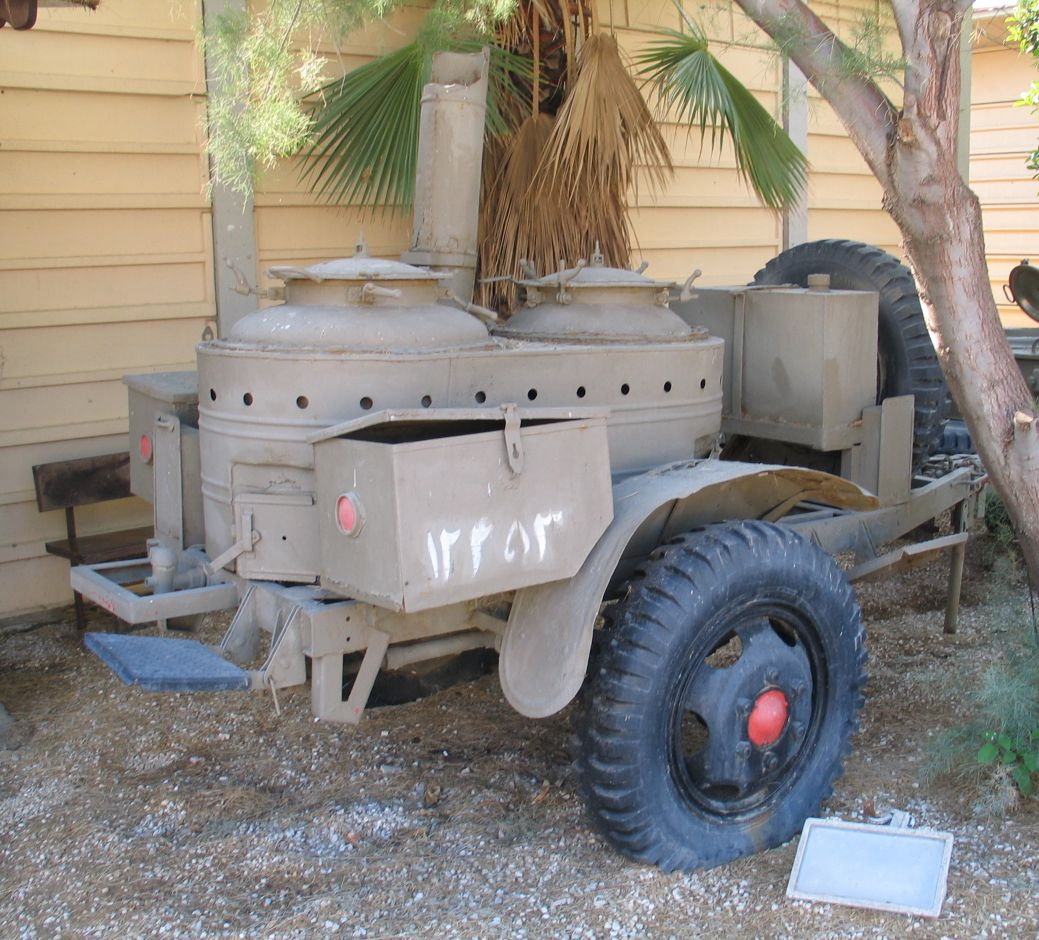
ソ連製のKP-2-49フィールドキッチン